# Елій Теон
Елій Теон (дав.-гр. Αἴλιος Θέων; I століття) — давньогрецький софіст та ритор часів ранньої Римської імперії.

## Життя та творчість
Народився в Александрії Єгипетській. Про діяльність відомо замало. Імовірно був вільновідпущеником когось з роду Еліїв. Відомий завдяки своїм творам. Найвідомішою є «Progymnasmata» — збірка підготовчих вправ для риторів, що свідчить про практичні знання автора — ймовірно Теон сам був вправним красномовцем. Також є автором роботи (назва не збереглася), що містить цінні повідомлення про стилі та виступи майстрів аттичної мистецтва красномовства.
Крім того у доробку Елія Теона є коментарі до праць Ксенофонта, Ісократа та Демосфена і трактати з стилю.